# 龍式無人機
龍式無人機（羅馬化：Drakon）是一種燃燒彈無人航空載具，由烏克蘭國防部和烏克蘭的私營武器公司共同研發並命名。這種無人機的主要功能是向軍事目標噴灑熔化的鋁熱劑，用以焚毀自然屏障及用於掩護軍事部隊的防禦設施。該設備於2024年俄烏戰爭期間誕生，目的是摧毀植被，進而削弱俄羅斯士兵的隱蔽空間。首次使用的紀錄出現在2024年8月至9月之間。

## 概述
龍式無人機是一種攜帶鋁熱劑的小型無人航空載具。鋁熱劑由金屬粉末（例如鋁）和氧化鐵粉末混合而成，能夠產生高達2200 °C（4000 °F）的極端高溫，足以破壞和燃燒大多數材料，包括樹木、人體組織和軍用車輛。根據英國反戰組織「武裝暴力行動」的報告，接觸到燃燒中的鋁熱劑可能會引發嚴重的深層燒傷和骨骼損害，並可能對受害者造成極大的心理創傷。龍式無人機通常在低空中操作，能從較短距離向目標噴灑鋁熱劑。
烏克蘭軍方的消息指出，這些無人機是典型的遊蕩彈藥型號，裝有一個盛滿鋁熱劑混合物的容器，並能將容器升至森林上方，點燃鋁熱劑來攻擊潛在的軍事目標及掩護其行動的植被。

## 俄烏戰爭

### 研發
部分龍式無人機由烏克蘭私營武器製造商「鋼黃蜂」開發。該公司聲稱，他們生產的輕型武器可攜帶鋁熱劑，並表示「能在10秒內燒穿4（0.16英寸）的金屬」。雖然美軍也有生產鋁熱劑手榴彈，但目前沒有證據顯示美國已向烏克蘭提供此類武器。

### 烏克蘭的使用
龍式無人機除直接攻擊俄軍及其裝備外，還用於支援烏克蘭偵察部隊，通過摧毀森林植被來暴露敵軍陣地及裝備，之後可進行地面打擊或精確轟炸。部分軍事專家指出，俄軍士兵面臨被熔化鋁熱劑重創的恐懼，可能會對他們造成比實際傷害更深的「心理創傷」，並顯著削弱士氣。國防分析師、前英國陸軍軍官尼古拉斯·德拉蒙德表示，這種武器的使用方式「相當創新」。烏克蘭軍方接受《烏克蘭真理報》採訪時透露，這些無人機的主要目的是「消滅躲藏在森林中的俄羅斯步兵」。
烏克蘭國防部的官方Twitter/X帳號曾發佈一段影片，展示該武器在哈爾科夫州用於攻擊俄軍的場景。其他軍事博主也在Twitter/X上分享多段影片，展示龍式無人機攻擊俄羅斯森林營地的情形。烏克蘭第60機械化旅在社交媒體上發文稱，「攻擊無人機是我們復仇的翅膀，將火焰從天而降！」並表示「當我們的『維達』行動時，俄羅斯女人將無法入眠」，維達則是北歐神話中的復仇之神。

### 俄羅斯的使用
2024年9月，俄軍使用自己的龍型無人機襲擊武赫萊達爾。

### 合法性
雖然對平民使用鋁熱劑武器是非法，但國際法並未禁止其在軍事行動中使用，儘管其破壞性與凝固汽油彈或白磷彈相似。然而，國際法禁止在有人口居住區或森林區域使用燃燒性武器，除非這些植被被認為是掩護軍事裝備。聯合國裁軍事務廳通常不鼓勵使用此類武器，因為其引發的火災難以控制，可能造成大規模的環境破壞和平民傷亡。
人權觀察在2022年的報告中指出，鋁熱劑等武器「因其可怕的人道代價而惡名昭彰」，可能導致四度和五度燒傷，損害肌肉、韌帶、神經、血管甚至骨骼，倖存者的康復需長期治療和護理。
「武裝暴力行動」報告稱，烏克蘭已使用鋁熱劑級武器打擊敵方部隊，並指出俄軍可能在2023年3月於武赫萊達爾對平民使用類似武器。烏克蘭則指控俄軍在哈爾科夫和巴赫穆特使用「不明燃燒性彈藥」攻擊平民區。